# MyHammer Holding
Die MyHammer Holding AG (ehemals Abacho AG) ist die Muttergesellschaft der MyHammer-Gruppe mit Sitz in Berlin. Das Unternehmen betreibt über seine 100-prozentige Tochter MyHammer AG das Webportal MyHammer.
MyHammer ist ein Online-Marktplatz, auf dem private und gewerbliche Nutzer Handwerks- und Dienstleistungsaufträge ausschreiben und vergeben können, sowie ein Branchenbuch mit Firmenprofilen von Handwerks- und Dienstleistungsbetrieben. 2017 verzeichnete das Portal fast 3,1 Mio. registrierte Auftraggeber sowie 19.500 registrierte Betriebe. Die Aktien der MyHammer Holding AG waren im regulierten Markt („General Standard“) der Frankfurter Wertpapierbörse notiert. Mehrheitsaktionärin der Gesellschaft war bis 2022 die Firma InterActiveCorp über ihre Tochtergesellschaft HomeAdvisor GmbH. Im Juni 2022 übernahm die Instapro Ii Ag die MyHammer Holding AG von HomeAdvisor.

## Geschäftsgegenstand der Holding
Das Unternehmen führt innerhalb der MyHammer-Gruppe im Wesentlichen administrative Aufgaben aus den Bereichen Recht, Personal, Finanzen, Kapitalmarkt und Investor Relations sowie Strategie aus. Daneben vermarktet sie ein umfangreiches Domain-Portfolio. Der einzige laufend betriebene Geschäftszweig ist heute der Online-Marktplatz MyHammer.

## Geschäftsmodell der MyHammer AG
Die MyHammer AG erzielt über 95 % ihres Umsatzes durch regelmäßige, feste Beiträge von registrierten Handwerkern und Dienstleistern. Die Beiträge belaufen sich pro registriertem Betrieb auf monatlich rund 20 Euro für die ersten drei Monate („Starterpaket“) und monatlich rund 60 Euro für jeweils zwölf weitere Monate („Laufzeitpaket“). Ende 2017 bestanden rund 19.500 dieser kostenpflichtigen Pakete.

## Geschichte

Ehemaliges Logo

1996 gründete Ingo Endemann die Endemann!! Full Service Werbeagentur GmbH mit Sitz in Neuss, die 1999 in die Endemann Internet AG umgewandelt wurde. Im selben Jahr erfolgte der Börsengang an den Neuen Markt. Zunächst betrieb die Gesellschaft diverse werbefinanzierte Onlineangebote, unter anderem die Portale Spider.de, Aladin.de und Eule.de, die 2001 unter der Kernmarke Abacho zu einem Portal mit Websuchmaschine zusammengefasst wurden. Im gleichen Jahr wurde das Unternehmen in Abacho AG umbenannt und wechselte an den Geregelten Markt der Frankfurter Wertpapierbörse.
Am 1. Januar 2005 wurde das Tochterunternehmen My-Hammer Aktiengesellschaft gegründet. 2007 schied Ingo Endemann aus dem Vorstand aus, nachdem die Holtzbrinck Verlagsgruppe die Aktienmehrheit übernommen hatte. Im Zuge einer Restrukturierung in den Jahren 2008 bis 2010 wurde zunächst der Sitz nach Berlin verlegt und die Geschäftstätigkeit auf das MyHammer-Portal konzentriert. 2010 wurde das Webportal Abacho veräußert und die Abacho AG firmierte in MyHammer Holding AG um.
Am 10. Oktober 2016 verkauften die Holtzbrinck Gruppe und die Global Founders Capital GmbH & Co. Beteiligungs KG Nr. 1 der Samwer-Brüder ihre Anteile an MyHammer an die Firma InterActiveCorp bzw. ihrer Tochtergesellschaft HomeAdvisor GmbH, die über HomeAdvisor International schon Beteiligungen im gleichen Marktsegment in Frankreich (Travaux.com), Niederlande (Werkspot.nl) und Italien (Instapro.it) hält. 2022 übernahm die Instapro Ii Ag alle Anteile des Unternehmens.
Christoph Partsch war bis 2023 Vorsitzender des Aufsichtsrates MyHammer Holding AG. Seit 2024 ist er Vorsitzender des Aufsichtsrats der Instapro II AG.

## Eigentümerstruktur
| Anteil  | Anteilseigner             |
| ------- | ------------------------- |
| 80,22 % | InterActiveCorp, New York |
| 19,78 % | Streubesitz               |

Stand: 27. März 2018